# Szálka
Szálka is een plaats (község) en gemeente in het Hongaarse comitaat Tolna. Szálka telt 580 inwoners (2001).
Het stuwmeertje bij het dorp wordt gebruikt voor de recreatie: vissport en zwemmen.

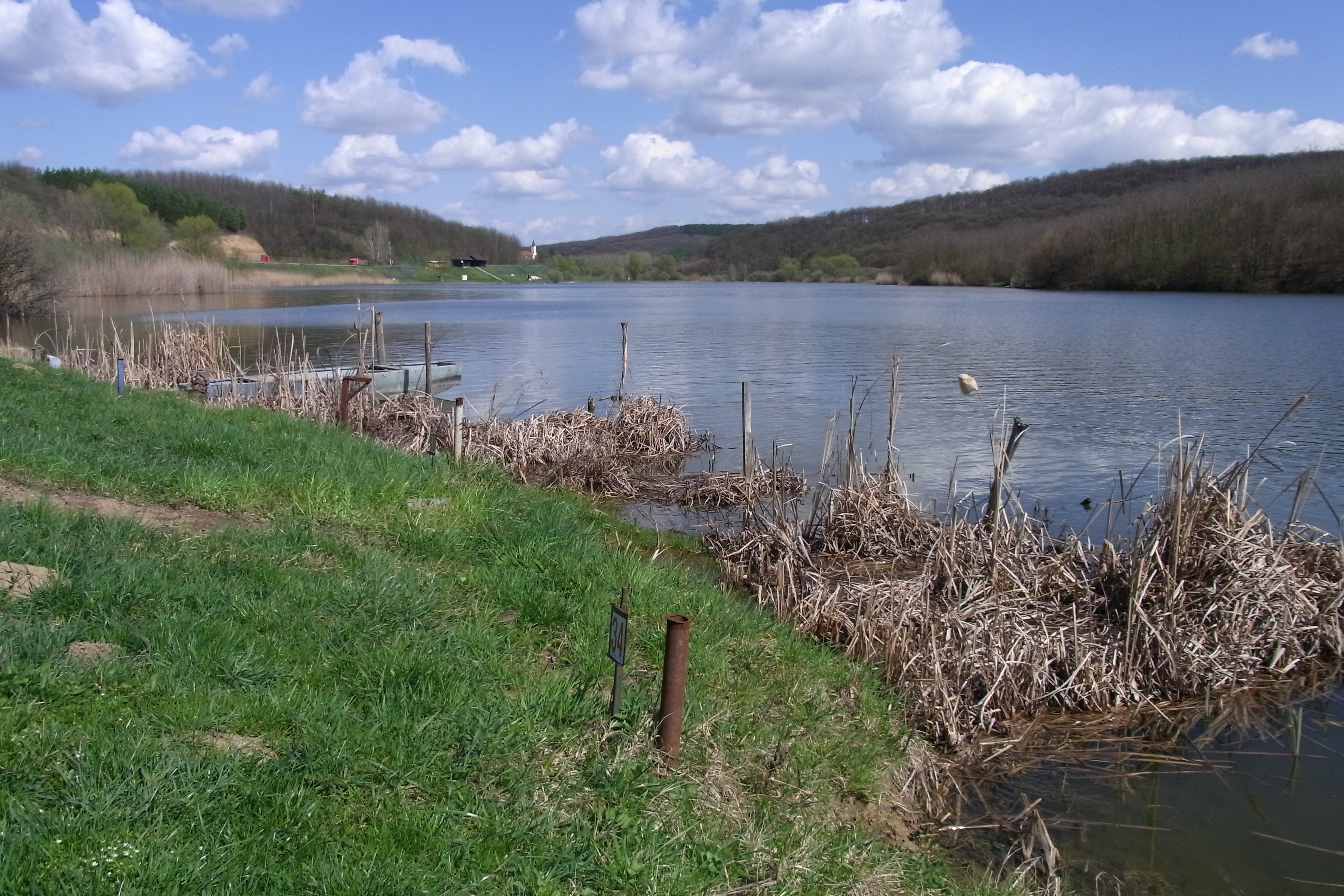
Het stuwmeertje bij Szálka